# Centro geográfico de Europa

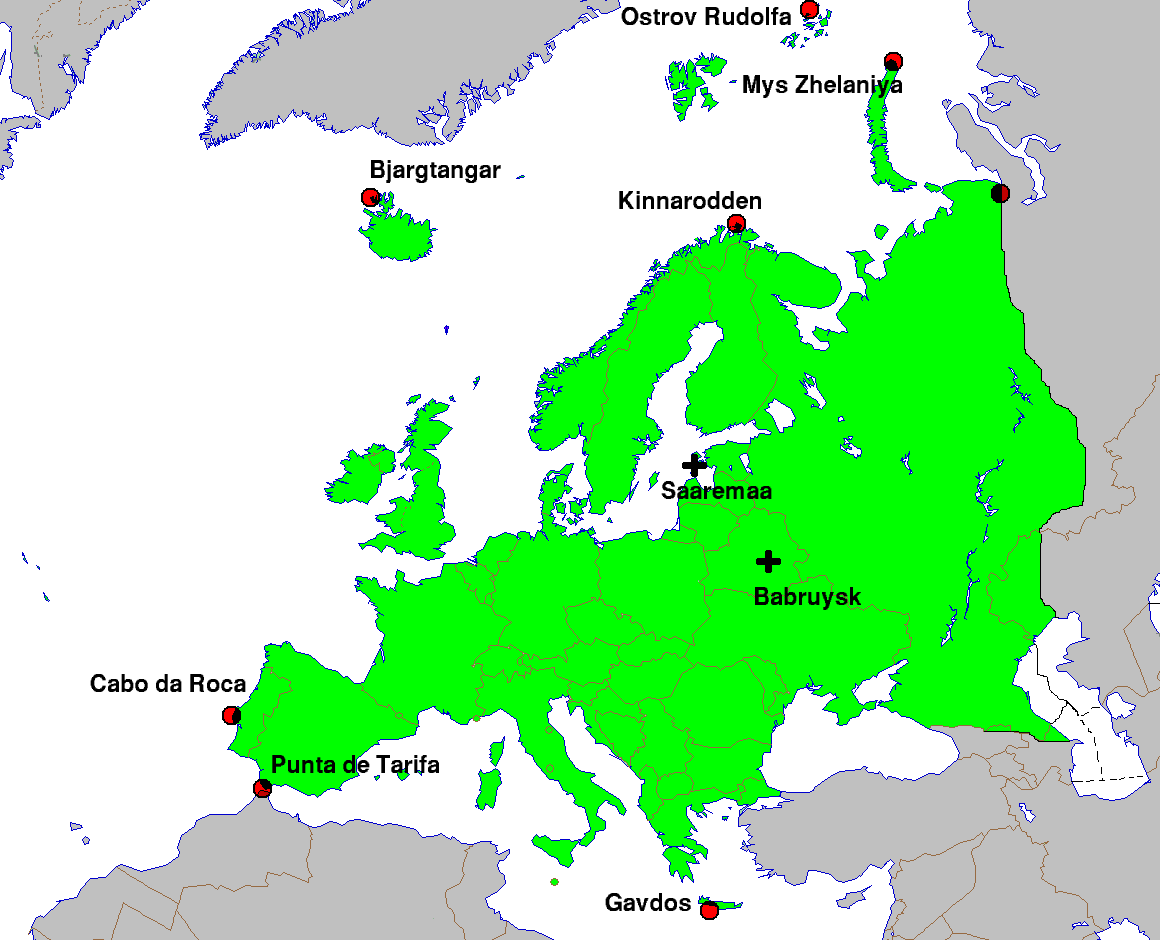
Puntos extremos de Europa y sus centros.

La ubicación del centro geográfico de Europa depende de la definición de las fronteras de Europa, principalmente si las islas remotas deben incluirse para definir los puntos extremos de Europa, y sobre el método para calcular el resultado final. Así, varios lugares pretenden ser este centro hipotético.

## Mediciones actuales

### Bielorrusia
Recientemente se ha hecho una nueva pretensión que Vitebsk (55°11′0″N 30°10′0″E / 55.18333, 30.16667) en el noreste de Bielorrusia, o alternativamente (Babruysk 53°34′01″N 29°23′52″E / 53.56694, 29.39778) en la parte occidental de la provincia de Mahilyow de Bielorrusia oriental, es el centro de Europa.[cita requerida]
En 2000 los científicos bielorrusos Alexey Solomonov y Valery Anoshko publicó un reportaje que afirmaba que el centro geográfico de Europa se encontraba cerca del lago Sho (55°10′55″N 28°15′30″E / 55.18194, 28.25833; bielorruso, Шо) en la provincia de Vítebsk.
Científicos del Instituto de Investigación central ruso de Geodesia, Investigación aérea y cartografía (ruso, ЦНИИГАиК) confirmó los cálculos de los geodésicos bielorrusos de que el centro geográfico de Europa se encuentra en Pólotsk 55°30′0″N 28°48′0″E / 55.50000, 28.80000. Un pequeño monumento al Centro Geográfico de Europa se estableció en Polotsk el 31 de mayo de 2008.

### Austria
La ciudad austriaca de Frauenkirchen, cerca de la frontera con Hungría, ostenta una patente (Österreichisches Patentamt, Aktenzeichen AM 7738/2003) por ser el centro geofísico de Europa (no de la Unión Europea). El número de centros pretendidos, así como la patente austriaca, fue tema de un discurso en diciembre de 2007 del Ministro-Presidente de Baviera, Günther Beckstein.

### Lituania

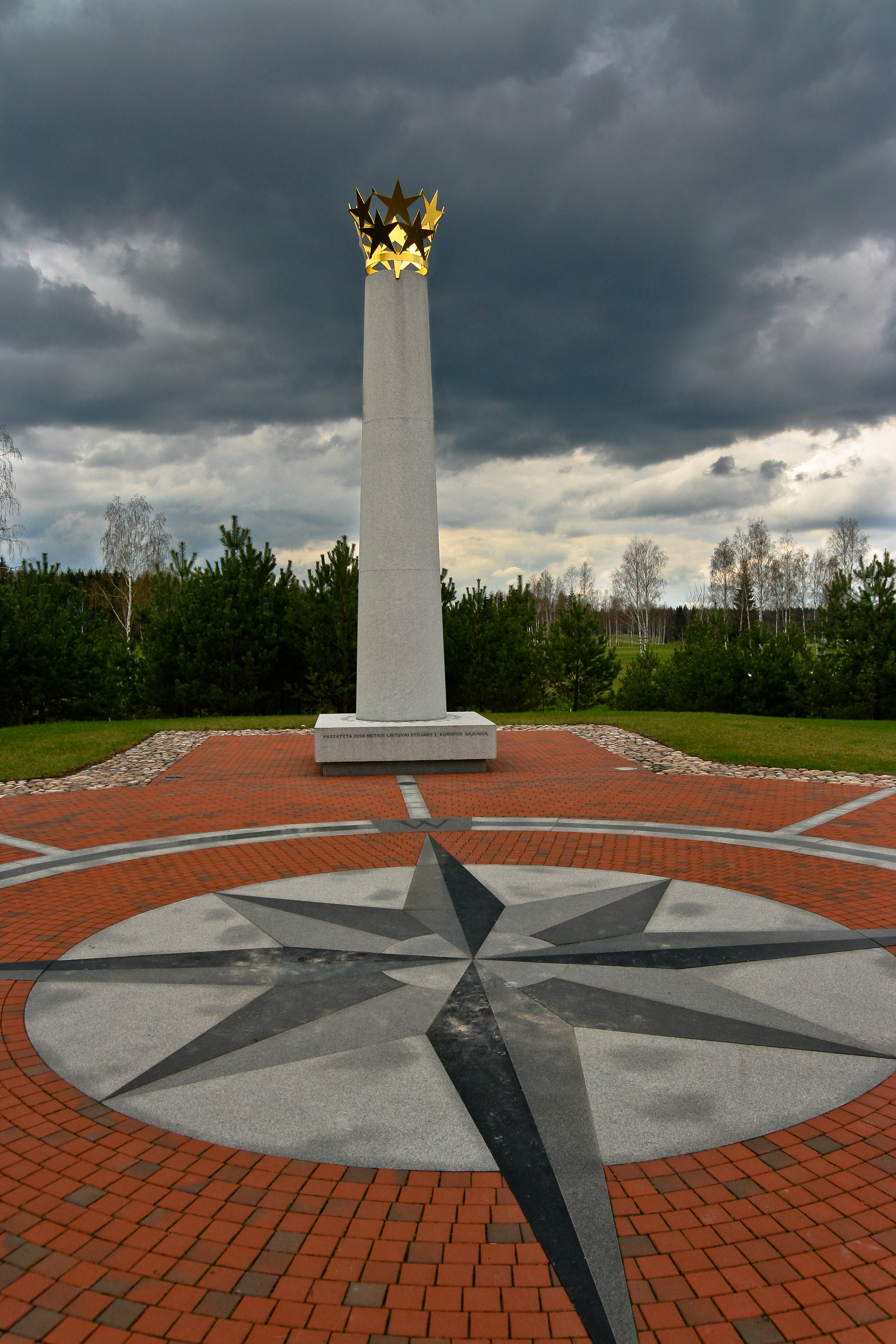
Monumento en Bernotai, Lituania

Después de una revaluación de los límites del continente de Europa en 1989, Jean-George Affholder, un científico en el Instituto Nacional de Geografía Francés (IGN) determinó que el centro geográfico de Europa se encuentra en 54°54′N 25°19′E / 54.900, 25.317. El método usado para calcular este punto fue el del centro de gravedad de la figura geométrica de Europa. 
Este punto se encuentra en Lituania, específicamente 26 kilómetros al norte de su capital, Vilna, cerca del pueblo de Purnuškės. Un monumento, compuesto por el escultor Gediminas Jokūbonis y consistiendo de una columna de granito blanco coronada por una corona de estrellas, fue erigida en la ubicación en 2004. Una zona de bosques y campos rodeando el centro geográfico e incluyendo el lago Girija, la colina Bernotai y un antiguo lugar de enterramiento, fue colocado aparte como una reserva en 1992. El departamento de turismo estatal en el Ministerio de Economía de Lituania ha clasificado el monumento al Centro Geográfico y su reserva como una atracción turística. Esta ubicación es la única incluida en el Libro Guinness de los Récords como el centro geográfico de Europa. A 17 km queda Europos Parkas (54°49′51″N 25°21′05″E / 54.83083, 25.35139), Museo al aire libre del Centro de Europa, un parque de esculturas que contiene la escultura más grande del mundo hecha de aparatos de televisión, hoy en parte caída.

### Hungría
Se ha pretendido que una investigación del año 1992 encontró que el centro geométrico de Europa está en el pueblo de Tállya, Hungría 48°14′10″N 21°13′33″E / 48.23610, 21.22574. En 2000, una escultura fue erigida en el pueblo, con un panel en ella declarando el lugar el "Centro Geométrico de Europa".

### Estonia
Si todas las islas de Europa, desde las Azores hasta la Tierra de Francisco José y desde Creta hasta Islandia, se toman en consideración, se pretende que el centro de Europa quede en la isla de Saaremaa en Estonia occidental, en el pueblo de Mõnnuste, en 58°18′14″N 22°16′44″E / 58.30389, 22.27889. De nuevo, ningún autor ni método de cálculo fue puesto de manifiesto. La parroquia Kärla local está buscando verificar la ubicación y hacer de ello una localización turística.

## Algunos pretendientes
Las ubicaciones que actualmente disputan la distinción de ser el centro de Europa incluyen:
- Bernotai o Purnuškės, cerca de Vilna en Lituania.
- Un punto en la isla de Saaremaa en Estonia.
- El pueblo de Krahule, cerca de Kremnica en la Eslovaquia central.
- La pequeña ciudad de Rajiv, o el pueblo de Dilove cerca de Rajiv, en Ucrania occidental.
- Suchowola, al norte de Białystok, en el noreste de Polonia; y Toruń en la parte septentrional de la Polonia central.
- Un punto cerca de Polotsk en Bielorrusia.

Como se señala más abajo, el Libro Guinness de los Récords reconoce a Bernotai, una ubicación 26 km al norte de Vilna, Lituania, como el punto medio geográfico «oficial» de Europa. Pero eso no impide la viabilidad de otros centros, dependiendo de la metodología usada en su determinación.

## Medidas históricas

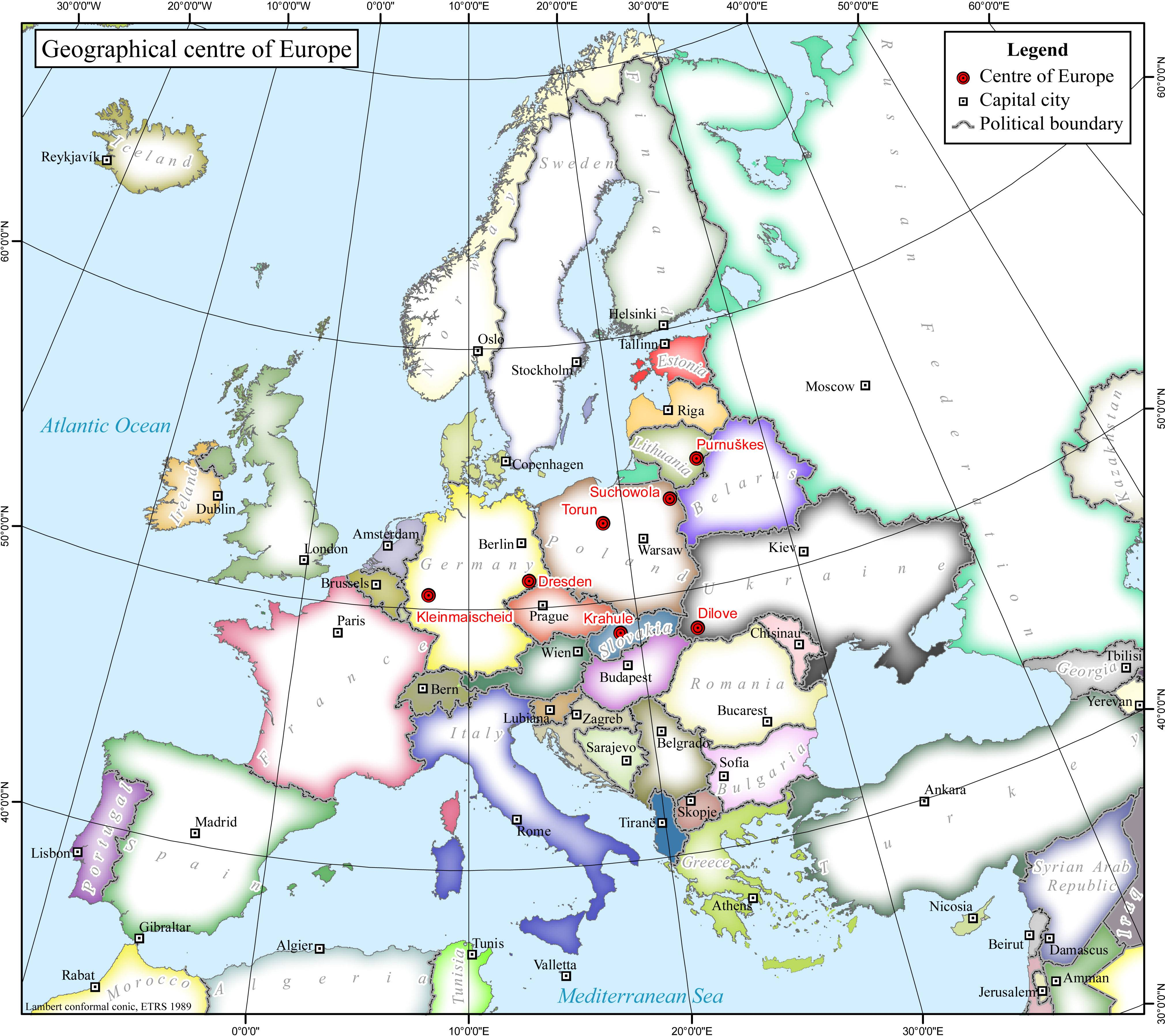
Este mapa muestra algunas de las ubicaciones que pretendían el título de Centro de Europa

### Austria-Hungría

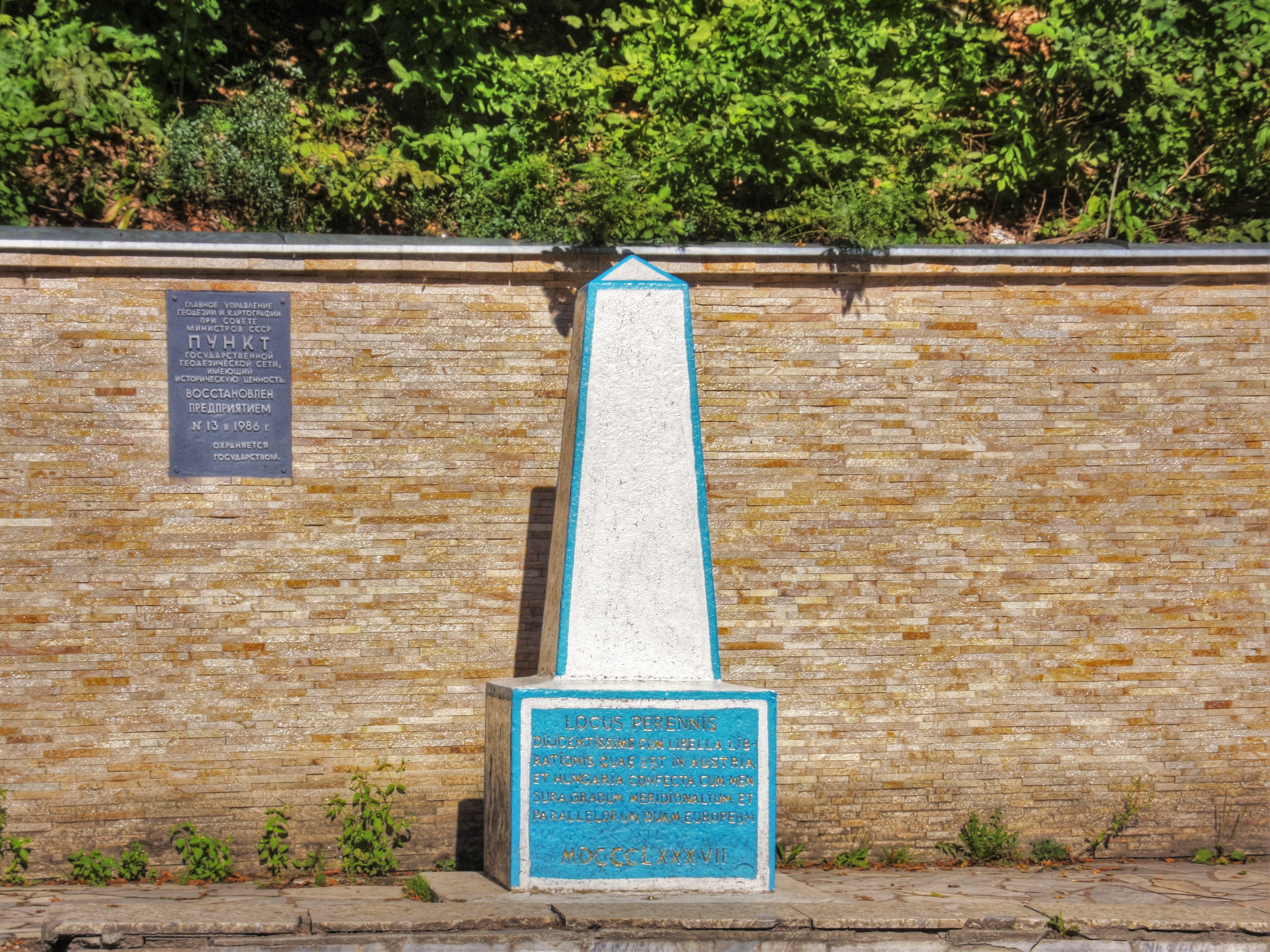
Marcados austro-húngaro en Ucrania

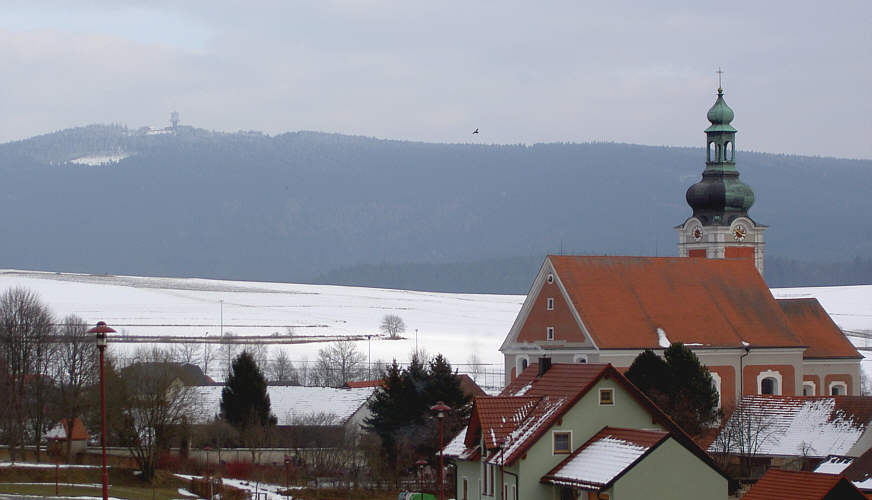
Monte Tillenberg/Dyleň (en el fondo, tal como se ve desde Neualbenreuth, Baviera)

- Actual Ucrania: En 1887, los geógrafos del Imperio Austrohúngaro establecieron un marcador histórico y una gran piedra en lo que hoy es una parte de Ucrania, creyéndose que marcaba el centro geográfico de Europa. La interpretación de la inscripción latina gastada en el monumento es objeto de debate, con algunos señalando que el marcador es meramente uno de un número de puntos de triangulación fijados con propósitos de investigación alrededor del territorio del antiguo Imperio. Los límites externos de Europa tenidos en cuenta durante los cálculos se desconocen. Según la descripción, la metodología usada para el cálculo es el del punto medio geométrico de las latitudes y longitudes extremas de Europa, de manera que la piedra estaba ubicada en 48°30′N 23°23′E / 48.500, 23.383. Sin embargo, la verdadera ubicación del monumento parece más bien 47°57′46.47″N 24°11′14.4″E / 47.9629083, 24.187333 y no las coordenadas a las que se refieren. El pueblo de Dilove ubicado en el río Tisza, cerca de la frontera rumana, en el condado de Rajiv en la región de Transcarpatia.

- Actual República Checa/Baviera: Geógrafos austriacos también marcaron los 939 metros de alto Tillenberg (Dyleň) cerca de la ciudad bohemia de Eger/Cheb con una placa de cobre como el centro de Europa. Puesto que la frontera entre Alemania y Baviera corre 100 metros al oeste de la cumbre, el pueblo alemán de Neualbenreuth usa esto con propósitos promocionales. Periodistas de la Bayerischer Rundfunk pidieron al Institut für Geographie de la Universidad de Múnich para verificar la pretensión. El instituto concluyó que el centro queda más al sur, en Hildweinsreuth cerca de Flossenbürg.

### Medidas alemanas
Geógrafos del Imperio alemán hicieron su propio análisis geográfico a comienzos del siglo XX y concluyeron que las medidas austriacas fueron incorrectas. Los científicos alemanes afirmaron que el verdadero centro geográfico de Europa estaba en la capital de Sajonia, Dresde, cerca de la iglesia "Frauenkirche". 

### Medidas soviéticas
Las medidas realizadas después de la SGM por científicos soviéticos de nuevo proclamaron que Rajiv y Dilove (en ruso, Rajov y Dyelovoye) eran el centro geográfico de Europa. El antiguo marcador en la pequeña ciudad fue renovado, y se emprendió una gran campaña para convencer a todo el mundo de su validez.

### Eslovaquia
Otro posible centro de Europa es Krahule, ciudad del centro de Eslovaquia, cerca de la ciudad minera de Kremnica, hoy un famoso centro de deportes de invierno. Hay hoy una piedra conmemorando el punto en 48°45′N 18°55′E / 48.750, 18.917 así como un hotel y un centro recreativo llamado "Centro de Europa".

### Posibles pretensiones erróneas
Algunas personas[cita requerida] consideran, erróneamente, que son sinónimas dos nociones: "centro geográfico de Europa" y "centro geográfico de un país que queda (aproximadamente) en el centro de Europa". Esta parece ser la génesis de las pretensiones de que el centro de Europa está en los sitios siguientes.
- Číhošť cerca de Ledeč nad Sázavou, República Checa - lugar del centro geométrico de la República Checa.[10] Nada se sabe más específico sobre esta pretensión.
- Piątek en el centro de Polonia.
- Braunau am Inn en Austria, en la provincia de Alta Austria (Oberösterreich), en la frontera con Alemania - fue declarada el centro de Europa supuestamente por Napoleón Bonaparte mismo—ciertamente no por razones puramente geográficas sino políticas.[cita requerida]

### Otros cálculos
Basándose en el cálculo de las distancias hasta los puntos extremos de Europa (Tierra de Francisco José en el noreste, la frontera entre la Federación Rusa y los estados de Georgia y Azerbaiyán en el mar Caspio en el sureste, Creta en el sur y las Azores en el suroeste) el centro de Europa sorprendentemente quedaría en el sur de Noruega cerca de 60°00′N 07°30′E / 60.000, 7.500 en la región de Telemark.
Si se tiene en cuenta solo la Europa continental y las islas exteriores como Islandia, Tierra de Francisco José y las Azores se decartan, teniendo así los puntos extremos en Noruega septentrional, Gibraltar y de nuevo en Creta y la región del Cáucaso, y de nuevo basándose en las distancias, el centro de Europa estaría realmente en Polonia, en algún lugar cerca de 53°00′N 16°45′E / 53.000, 16.750 algo al norte de la ciudad de Poznań.
(Nota: Aunque más al este por longitud que la región del Cáucaso, los montes Urales pueden ser descartados como un punto extremo debido a que están actualmente más cerca del centro de Europa.)

## Centro geográfico de la Unión Europea
Otras localizaciones han pretendido el título de centro geográfico de Europa basándose en cálculos que tienen en cuenta solo el territorio de aquellos estados que son miembros de la Unión Europea (o anteriormente - Comunidad Europea). 

### Cálculos del IGN

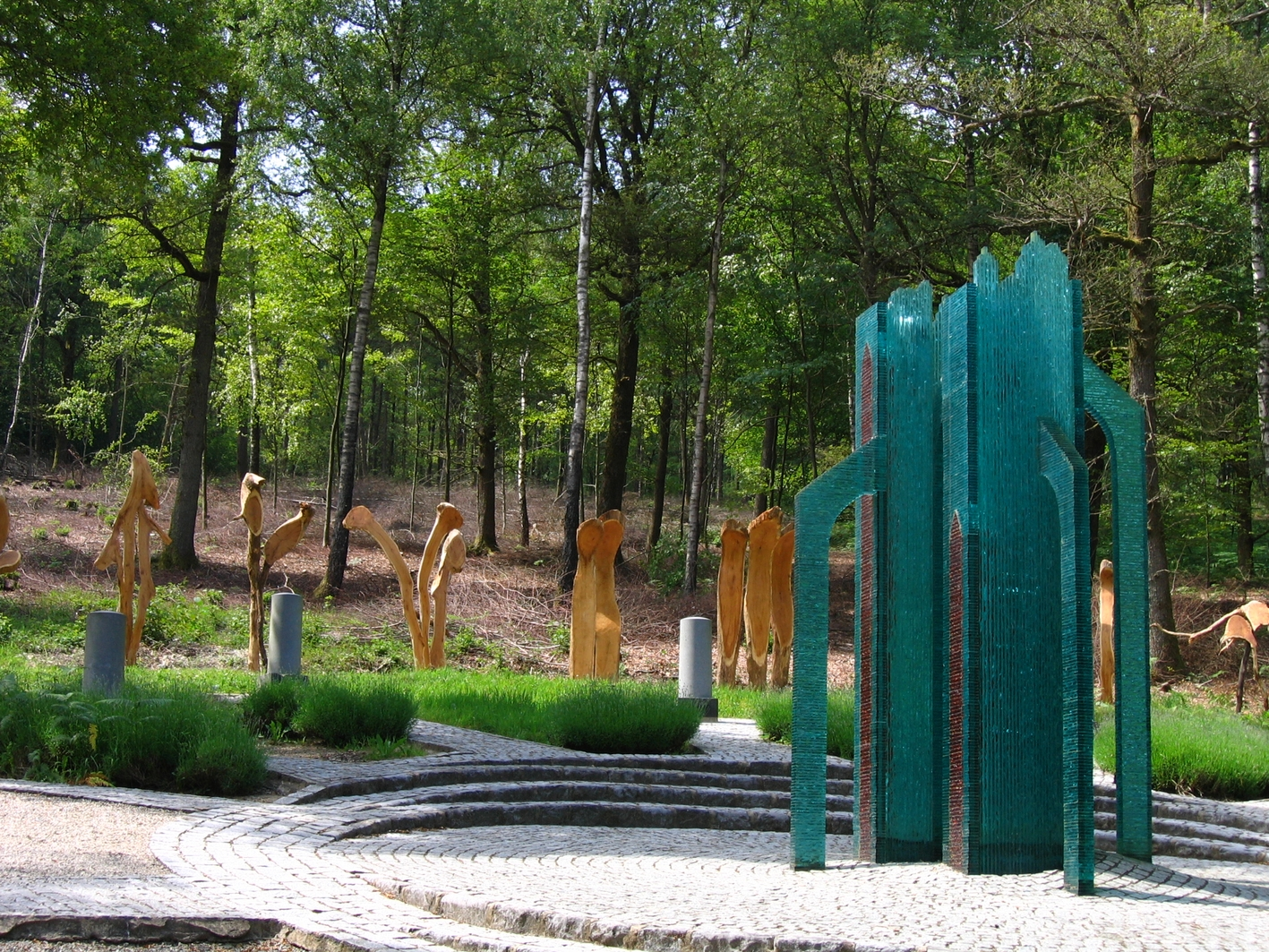
Memorial en Viroinval (Unión Europea de 15 miembros)

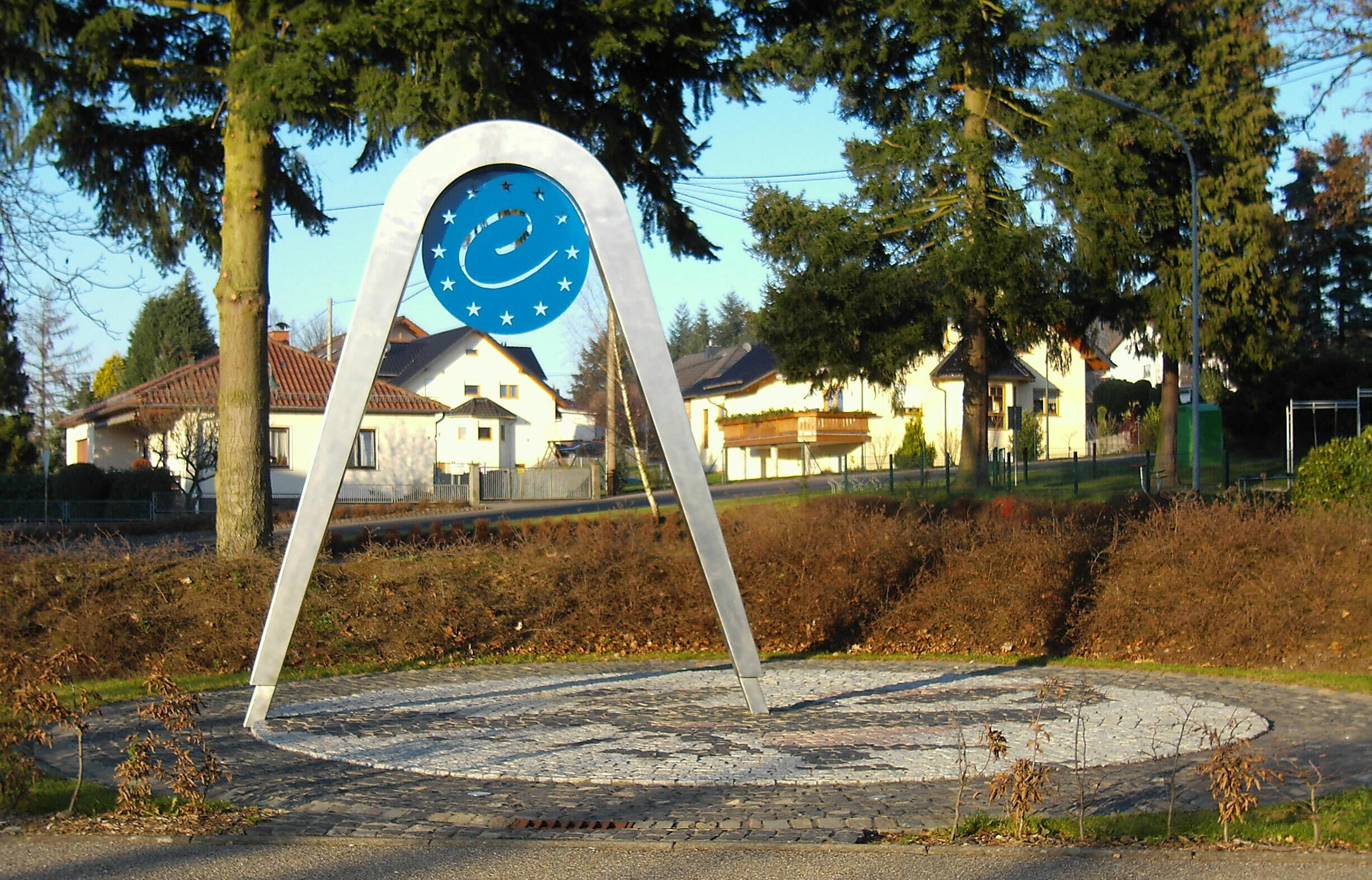
Memorial en Kleinmaischeid (Unión Europea de 25 miembros)

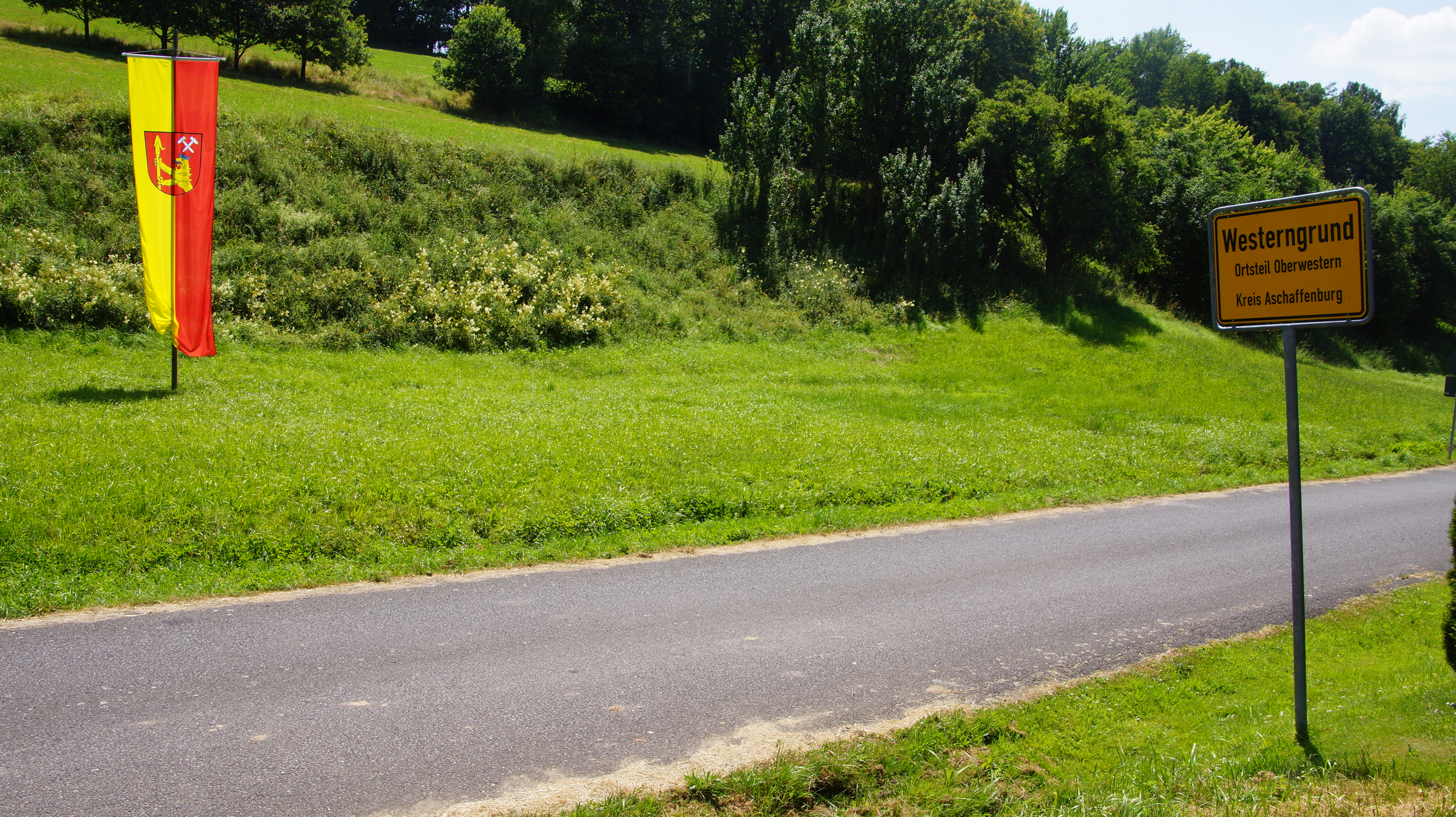
Asta de bandera en Westerngrund (Unión Europea de 28 miembros)

Como la Unión Europea ha crecido a lo largo de cincuenta años, el centro geográfico se movió con cada expansión. Los cálculos de un centro geográfico se hicieron por el Instituto Nacional de Geografía (IGN) de Francia desde al menos el año 1987.
- 12 miembros: En 1987 el centro de la Comunidad Europea de 12 miembros fue señalada en el medio de Francia, en el pueblo de Saint-André-le-Coq (63310), departamento de Puy-de-Dôme (63), región de Auvernia, y luego se cambió tras la reunificación de Alemania en 1990 unos 25 km al noreste, al lugar llamado Noireterre en el pueblo de Saint-Clément (03250), departamento de Allier (03), la misma región de Auvernia. Un pequeño monumento conmemorando el último descubrimiento aún se conserva en Saint Clément.
- 15 miembros: Usando las mismas técnicas, el IGN ha identificado el centro geográfico de la Unión Europea de 15 miembros (1995-2004) en Viroinval, Bélgica, en coordenadas 50°00′33″N 4°39′59″E / 50.00917, 4.66639, y un monumento allí recuerda este hallazgo.
- 25 miembros: La Unión de 25 miembros (2004-2007), tiene un centro calculado por el IGN como situado en 50°31′31″N 7°35′50″E / 50.52528, 7.59722, en el pueblo de Kleinmaischeid, Renania-Palatinado, Alemania.
- 27 miembros: El 1 de enero de 2007, con la inclusión de Rumanía y Bulgaria en la Unión Europea, el centro geográfico de la Unión Europea cambió, a un campo de trigo en las afueras de la ciudad alemana de Gelnhausen, en Hesse, 115 km al este del marcador precedente, en 50°10′21″N 9°9′0″E / 50.17250, 9.15000.[11]
- 28 miembros: El 1 de julio de 2013, con la inclusión de Croacia en la Unión Europea, el centro geográfico de la Unión Europea cambió, a un campo de trigo en las afueras de la ciudad alemana de Westerngrund, en Baviera, en 50°7′2.23″N 9°14′51.97″E / 50.1172861, 9.2477694.

### Otros cálculos
El punto geográfico de la Unión Europea no queda libre de disputas, tampoco. Si algunos puntos extremos diferentes de la Unión Europea, como algunas islas del océano Atlántico, se toman en consideración este punto se calcula en diferentes ubicaciones. La mayor parte de ellas se encuentran hoy en Alemania.

### Eurozona
El centro de la Eurozona se encuentra en Francia cerca de la villa de Liernais.

## Para saber más
- Gardner, N (noviembre  de 2005). «Pivotal points: defining Europe's centre». Hidden Europe (5): 20-21. Consultado el 11 de enero de 2007. Útil resumen en inglés que considera las pretensiones de varias localidades como el centro geográfico de Europa.

### Una película sobre el "Centro de Europa"
El documental de producción germano-polaca de 2004, "Die Mitte" ("Środek Europy", "El Centro"), con guion escrito y dirigido por Stanisław Mucha, ha mostrado más de una docena de diferentes ubicaciones.